# Jeremías Lucco
Jeremías Nicolás Lucco (Colonia Tirolesa, 10 de diciembre de 2005) es un futbolista argentino. Juega como mediocampista ofensivo en el Club Atlético Belgrano de la Primera División de Argentina. 

## Trayectoria

### Belgrano
Debutó a sus 17 años, el 27 de noviembre de 2023 ante Racing Club por la fecha 14 de la Copa de la Liga Profesional entrando desde el banco de suplentes.

## Clubes
| Club     | País      | Período | PJ | Goles |
| -------- | --------- | ------- | -- | ----- |
| Belgrano | Argentina | 2023-   | 19 | 3     |

## Selección nacional
El 1 de marzo de 2024 fue convocado en la primera lista del nuevo ciclo 2024/2025 de la selección de fútbol sub-20 de Argentina dirigida por Javier Mascherano.